# Rumeen Farhana
Rumeen Farhana, née au Bangladesh dans le district de Brahmanbaria le 19 août 1981, est une femme politique bangladaise, avocate de profession. Elle est députée, au titre des sièges réservés pour cinquante femmes élues, au parlement, le Jatiya Sangsad,,.

## Biographie

### Jeunesse et formation
Farhana naît à Islampur le 19 août 1981 dans le district de Brahmanbaria. Son père, Oli Ahad , est un homme politique du Bangladesh. Après ses études secondaires à Holy Cross School et la poursuite de ses études à Viqarunnisa Noon School and College, elle finalise sa formation supérieure en droit à l'Université de Londres. Elle obtient ensuite son diplôme de barrister à Lincoln's Inn au Royaume-Uni.

### Carrière
Rumeen Farhana devient la secrétaire centrale des affaires internationales du Parti nationaliste du Bangladesh (BNP). 
En tant qu'avocate « barrister », elle exerce ses fonctions juridiques auprès de la Haute Cour du Bangladesh. Lors de la onzième élection au Jatiya Sangsad, elle a représenté le parti du BNP en tant que la seule femme élue membre du parlement pour ce parti,. 
En raison d'irrégularités généralisées lors des élections législatives bangladaises de 2018, Rumeen Farhana est l'une des sept membres du parlement à faire partie du BNP, le principal parti d'opposition du Bangladesh jusqu'en 2014, et l'un des deux principaux partis politiques de l'ère démocratique du Bangladesh de 1991 à 2014, jusqu'aux actions contre les dirigeants de l'opposition, et l'incarcération de l'ancienne Premier ministre Begum Khaleda Zia affaiblit sérieusement le parti.
Rumeen Farhana est membre de l'Association des avocats de Dacca. Elle est également connue comme écrivaine et journaliste bangladaise, en droit et en politique.
En 2019, Rumeen Farhana demande l'attribution d'une parcelle de terrain de 10 katha dans le Purbachal de Dacca auprès du gouvernement. Tout membre du parlement peut normalement postuler pour une telle attribution, mais sa demande a été divulguée par le ministère, ce que Rumeen Farhana a supposé avoir été délibérément fait par le ministère en raison de sa position en tant que membre du parti d'opposition.